# Фрич, Вилли
Вилли Фрич (нем. Willy Fritsch; 27 января 1901, Катовице — 13 июля 1973, Гамбург) — немецкий актёр и эстрадный певец. Один из популярнейших актёров комедии и мюзикла Веймарской республики.

## Биография
Вилли Фрич родился 27 января 1901 года в Катовице в семье фабриканта Лотара Фрича и его жены Анни, урождённой Баукман. В 1912 году после банкротства фирмы родители переехали в Берлин, где отец работал техническим директором в «Сименс АГ». В 1915 году Вилли Фрич учился там на механика, но вскоре бросил учёбу. Он работал в окружном суде в Берлине, появлялся в качестве статиста на сцене.
В 1919 году брал уроки актёрского мастерства в школе Рейнхардта, исполнил первые небольшие роли в Немецком театре. С 1920 года снимался в кино, как правило, в роли галантных любовников и авантюристов.
В 1929 году Фрич сыграл главную роль в первом в Германии звуковом фильме — «Мелодия сердца» (режиссёр Х. Шварц). Произнесённая Фричем фраза «Я коплю деньги на лошадь» (нем. Ich spare nämlich auf ein Pferd) считается первой в истории немецкого кинематографа репликой, прозвучавшей из уст актёра. Поскольку роль в этой мелодраме предполагала пение, Фрич стал брать частные уроки вокала и определил на долгие годы своё амплуа поющего актёра — комика и героя-любовника. С 1926 гjlf его постоянной партнёршей была Лилиан Харви, с которой он работал в немом кино («Целомудренная Сюзанна», «Die keusche Susanne», 1926; «Её тёмный секрет», «Ihr dunkler Punkt», 1928), а затем в звуковом (первая совместная картина — «Вальс любви», 1930, режиссёр В. Тиле). Всего Фрич и Харви вместе снялись в 12 фильмах и снискали у широкой публики славу «звёздной пары немецкого кино» («Traumpaar des deutschen Films»). Многие песни, исполненные этим дуэтом первоначально в фильмах, вышли за пределы экрана, стали хитами. Среди них: «Liebling, mein Herz lässt dich grüßen» (из фильма «Трое с бензоколонки», 1930; режиссёр В. Тиле), «Wir zahlen keine Miete mehr» («Блондинка мечты», «Ein blonder Traum», 1932), «Ich wollt ich wär ein Huhn» («Счастливые дети», «Glückskinder», 1936), «Chinamann» и «Ich tanze mit dir in den Himmel hinein» («Семь пощёчин», «Sieben Ohrfeigen», 1937), «Heut sollte Sonntag sein für meine Liebe» («Женщина за рулём», «Frau am Steuer», 1939; все — режиссёр П. Мартин).
В 1937 году Вилли Фрич женился на актрисе и танцовщице Дине Грейс (Ильза Шмидт), от этого брака родились двое сыновей — Михаэль и Томас. В 1938 году закончилось его сотрудничество с Лилиан Харви, которая эмигрировала во Францию. Вилли Фрич продолжил работать в Германии и вступил в НСДАП — в силу оппортунизма, а не политических убеждений. В 1944 году был включён в «список богоизбранных» артистов фюрера (т. н. Gottbegnadeten-Liste).
После Второй мировой войны переехал в Гамбург и продолжил сниматься в кино. После смерти жены в 1963 году редко выходил в свет. В 1964 году в последний раз появился на экране в фильме «Этому я научился у папы» вместе со своим сыном Томасом Фричем, который тоже стал актёром.
Вилли Фрич умер 13 июля 1973 года в Гамбурге. Немецкий ежегодник Das deutsche Bühnen-Jahrbuch в некрологе описал Фрича как «киноидола целого поколения» немцев (нем. Filmidol der ganzen Generation).

## Фильмография
Немое кино:
- 1921: Miss Venus
- 1921: Razzia
- 1921: Die kleine Midinette
- 1921: Gelbstern
- 1922: Der Heiratsschwindler
- 1922: Der blinde Passagier
- 1923: Hallig Hooge
- 1923: Seine Frau, die Unbekannte
- 1923: Die Fahrt ins Glück
- 1924: Mutter und Kind
- 1924: Guillotine1925: Blitzzug der Liebe
- 1925: Фермер из Техаса (Der Farmer aus Texas)
- 1925: Der Tänzer meiner Frau
- 1925: Ein Walzertraum
- 1925: Das Mädchen mit der Protektion
- 1926: Die Fahrt ins Abenteuer
- 1926: Der Prinz und die Tänzerin
- 1926: Die Boxerbraut
- 1926: Die keusche Susanne
- 1926: Die sieben Töchter der Frau Gyurkovics
- 1927: Der letzte Walzer
- 1927: Die selige Exzellenz
- 1927: Die Frau im Schrank
- 1927: Schuldig
- 1928: Шпионы
- 1928: Der Tanzstudent
- 1928: Die Carmen von St. Pauli
- 1928: Венгерская рапсодия
- 1928: Ihr dunkler Punkt
- 1929: Женщина на Луне (Frau im Mond)

Звуковое кино:
- 1929: Melodie des Herzens
- 1930: Liebeswalzer
- 1930: Hokuspokus
- 1930: Трое с бензоколонки (Die drei von der Tankstelle)
- 1930: Einbrecher
- 1931: Ihre Hoheit befiehlt
- 1931: Im Geheimdienst
- 1931: Конгресс танцует (Der Kongreß tanzt)
- 1931: Ronny
- 1932: Der Frechdachs
- 1932: Ein toller Einfall
- 1932: Ein blonder Traum
- 1932: Ich bei Tag und Du bei Nacht
- 1933: Saison in Kairo
- 1933: Walzerkrieg
- 1933: Des jungen Dessauers große Liebe
- 1934: Die Töchter Ihrer Exzellenz
- 1934: Die Insel
- 1934: Prinzessin Turandot
- 1935: Amphitryon — Aus den Wolken kommt das Glück
- 1935: Schwarze Rosen
- 1936: Boccacchio
- 1936: Glückskinder
- 1937: Menschen ohne Vaterland
- 1937: Sieben Ohrfeigen
- 1937: Streit um den Knaben Jo
- 1937: Gewitterflug zu Claudia
- 1938: Zwischen den Eltern
- 1938: Das Mädchen von gestern Nacht
- 1938: Am seidenen Faden
- 1938: Preußische Liebesgeschichte (премьера состоялась в 1950)
- 1939: Die Geliebte
- 1939: Frau am Steuer
- 1940: Die unvollkommene Liebe
- 1940: Die keusche Geliebte
- 1940: Das leichte Mädchen
- 1941: Dreimal Hochzeit
- 1941: Frauen sind doch bessere Diplomaten
- 1941: Leichte Muse
- 1942: Wiener Blut
- 1942: Anschlag auf Baku
- 1942: Geliebte Welt
- 1943: Der kleine Grenzverkehr
- 1943: Liebesgeschichten
- 1943: Die Gattin
- 1944: Junge Adler
- 1944: Die Fledermaus (премьера состоялась в 1946)
- 1945: Die tolle Susanne (незаконченный)
- 1945: Das Leben geht weiter (незаконченный)
- 1947: Film ohne Titel
- 1948: Finale
- 1948: Hallo — Sie haben Ihre Frau vergessen
- 1949: 12 Herzen für Charly
- 1949: Derby
- 1949: Schatten der Nacht
- 1949: Kätchen für alles
- 1950: Die wunderschöne Galathee
- 1950: Herrliche Zeiten
- 1950: Mädchen mit Beziehungen
- 1950: König für eine Nacht
- 1951: Schön muß man sein
- 1951: Die verschleierte Maja
- 1951: Grün ist die Heide
- 1951: Die Dubarry
- 1952: Mikosch rückt ein
- 1952: Ferien vom Ich
- 1952: Am Brunnen vor dem Tore
- 1953: Von Liebe reden wir später
- 1953: Damenwahl
- 1953: Когда цветёт белая сирень (Wenn der weiße Flieder wieder blüht)
- 1954: Ungarische Rhapsodie
- 1954: Maxie
- 1954: Weg in die Vergangenheit
- 1955: Stern von Rio
- 1955: Drei Tage Mittelarrest
- 1955: Der fröhliche Wanderer
- 1955: Liebe ist ja nur ein Märchen
- 1955: Die Drei von der Tankstelle
- 1956: Schwarzwaldmelodie
- 1956: Wo die alten Wälder rauschen
- 1956: Das Donkosakenlied
- 1956: Solange noch die Rosen blühn
- 1956: Der schräge Otto
- 1958: Zwei Herzen im Mai
- 1958: Mit Eva fing die Sünde an / 1962: The Bellboy and the Playgirls
- 1958: Schwarzwälder Kirsch
- 1959: Akte Sahara — streng vertraulich (Tunisi Top Secret)
- 1959: Hubertusjagd
- 1960: Liebling der Götter
- 1960: Wenn die Heide blüht
- 1960: Ich liebe, du liebst (озвучка)
- 1961: Was macht Papa denn in Italien?
- 1961: Isola Bella
- 1964: Jazz und Jux in Heidelberg
- 1964: Das hab ich von Papa gelernt